# آناتولی کونکوف
آناتولی کونکوف (اوکراینی: Анатолій Дмитрович Коньков؛ ‏۱۹ سپتامبر ۱۹۴۹ – ۴ اکتبر ۲۰۲۴) بازیکن و مربی فوتبال اهل شوروی بود.
از باشگاه‌هایی که وی در آنها بازی کرده می‌توان به باشگاه فوتبال شاختار دونتسک و باشگاه فوتبال دینامو کی‌یف اشاره کرد.
وی همچنین در تیم ملی فوتبال شوروی بازی کرده‌است.
وی در مسابقات کشوری و بین‌المللی در مجموع برندهٔ ۱ مدال برنز شده‌است.